# Vararanes VI
Vararanes VI, conegut com a Vararanes Chobin pel seu aspecte (també se l'anomena Vararanes l'Usurpador, ja que no era de la casa sassànida) fou rei de Pèrsia del 590 al 591. Era comandant militar del rei Ormazd IV fill de Bahramgoshnap, de la família de Mihran, una de les set principals famílies nobles de l'imperi, i marcgravis hereditaris de Rayy.
Era marcgravi de Ray i dirigia la cavalleria reial que va capturar Dara el 572; fou nomenat sipahbad del nord (equivalent a sàtrapa de Mèdia i l'Azerbaidjan) per Ormazd IV i va lluitar contra els romans d'Orient en una campanya de resultats incerts.
El 588 una horda d'heftalites dependent dels Turcs Occidentals des de feia 30 anys, va envair l'orient de l'imperi i va arribar fins a Badgis i Herat. En un consell de guerra Vararanes fou escollit comandant en cap i sàtrapa del Gran Khorasan i amb dotze mil cavallers va rebutjar als invasors. Va avançar amb rapidesa i va derrotar els turcs occidentals ocupant la ciutat de Balkh entrant en els dominis heftalites i creuant l'Oxus obtenint allí una altra victòria sobre els turcs i matant personalment al gran Kakhan (anomenat Chu Lo Hou a les fonts xineses). Va arribar fins a Baykan prop de Bukharà.
Mentre Ormazd havia perdut el suport dels magnats en empresonar i executar alguns d'aquests; també va reduir la mesura de la cavalleria i va reduir la paga de l'exèrcit en un 10%. La popularitat del general Vararanes li feia ombra i el va acusar de conservar el botí per ell mateix i el va declarar esclau inferior. Vararanes sembla que no es va revoltar immediatament; va nomenar un sàtrapa pel Khorasan i va avançar cap a Ctesifont via Rayy (també Ray o Rai), on se li van unir molts veterans de l'exèrcit occidental; els nobles de la capital van agafar el poder dirigits per Bendoy i Bistam i amb el suport del príncep Khusraw (Còsroes II) van matar a Ormazd IV i van posar al seu fill al tron en 590 com a Còsroes II.
Vararanes va continuar amb la seva revolta i Còsroes, derrotat, es va veure obligat a fugir a territori romà d'Orient, mentre Vararanes va entrar a Ctesifont i va prendre el tron com a Vararanes VI, marcant la primera interrupció del govern de la dinastia sassànida des de la fundació del seu imperi al·legant que el primer rei sassànida Artaxerxes I fill de Sassan el pastor, havia usurpat el dret dels arsàcides i que ara ell, com a descendent d'una família arsàcida, recuperava el dret legítim i començava un mil·lenni de nou govern. Però la majoria dels nobles, d'origen persa, preferia com a rei a Còsroes. Amb el suport de Maurici, Còsroes es va proposar recuperar el tron, guanyant el suport del principal exèrcit persa a Nisibis i retornant Martiriòpolis als seus aliats romans d'Orient.
A principis de 591, Còsroes va obtenir dels romans d'Orient un exèrcit de 40.000 homes i avançava cap a l'Azerbaidjan; a Armènia un exèrcit de 12000 armenis dirigits per Musel i 8000 iranians dirigits per Bendoy i Bistam l'esperaven. Per evitar la unió dels dos contingents, Vararanes va sortir de Ctesifont amb un petit exèrcit, però va arribar massa tard; els dos bàndols es van enfrontar prop del llac Urmia i després de tres dies de lluita al quart dia, Bendoy, cap de l'exèrcit de Còsroes, va obtenir la victòria. Vararanes es va retirar amb 4.000 homes cap a Nixapur mentre els partidaris de Còsroes entraven a Ctesifont.
Després d'haver restaurat Dara a control romà d'Orient, Còsroes i el magister militum de Narses oriental van dirigir un exèrcit combinat de tropes romanes d'Orient i perses de Mesopotàmia a l'Azerbaidjan per enfrontar-se a Vararanes, mentre que un segon exèrcit romà d'Orient sota el magister militum d'Armènia Joan Mystacon va organitzar un moviment de pinça al nord. A la batalla del Balàrat prop de Ganzak van derrotar decisivament Vararanes, restaurant Còsroes II al poder i posant fi a la guerra civil. i moltes de les seves tropes van desertar cap al general; Còsroes va poder escapar a territori romà d'Orient mercès al sacrifici de Bendoy. En el seu camí Vararanes va derrotar un exèrcit que el perseguia i un exèrcit de la família dels Karen (en una batalla a Qumes); finalment va travessar l'Oxus i fou acollit pel gran kan dels Turcs Occidentals, al servei del qual es va posar; finalment després de diversos fets victoriosos pels turcs, va ser assassinat (potser enverinat) per un emissari de Khusraw; les seves tropes va tornar a l'Iran on es van unir al rebel Bistam (592).
Va deixar tres fills: Sapor (que es va unir a Bistam i fou executat), Mihran, marcgravi de Ray (el fill del qual Siavosh, rei de Ray, va morir en lluita contra els àrabs el 643) i Nosrad, origen dels samànides.